# 李春满 (汤原县委书记)
李春满（?—1934年2月），又名李宁，朝鲜族，中国共产党早期人物，是中共汤原县委和中共汤原中心县委的首任书记。

## 生平
李春满原籍朝鲜咸镜北道:82，后迁居满洲，并加入朝鲜共产党。1927年夏，李春满和蔡平、丁咸平、金利万等人被朝共从东满和南满派往北满开展革命工作。几人在汤原县福兴村创办了“罗兴学校”，并组建了“反帝同盟”、“农民协会”、“妇女同盟”、“少探队”等群众革命团体。位于梧桐河畔的福兴村聚居着大量为黑龙江省督军吴俊升“福丰稻田公司”种植水稻的朝鲜农民:117-118:86。
1928年夏，崔庸健受中共委派来三江地区开展革命工作，后在福兴村创办了“松东模范学校”。1929年，李春满与蔡平等4人根据共产国际“一国一党”的原则，通过崔庸健转籍中国共产党。同年冬，中共汤原县委在鹤立镇成立，李春满任首任县委书记。1930年6月至9月，汤原县委先后举办了两期为期两个月的军政培训班。崔庸健和李仁根负责军事训练；李春满与蔡平、丁咸平负责讲授政治课。共有140名青年完成了培训。同年10月，中共汤原县委根据中共满洲省委的指示组织农民发动了秋收暴动。:120-121:870:214-215
1931年九一八事变后，中共汤原县委被升格为中共汤原中心县委。李春满继续担任县委书记。他与金成钢等人组织了一次大规模的反日游行示威。1932年春节前后，李春满组建了一支由42名男女青年构成的抗日宣传队。宣传队通过扭秧歌、朝鲜舞、歌咏、演讲等形式在佳木斯、鹤岗、汤原、依兰、萝北、富锦等地宣传“中朝民族团结起来共同抗日救国”。:123:216:870
1932年4月，李春满被调往富锦安邦河区组建抗日武装队。裴治云任中共汤原中心县委书记:870:152。1934年春节，李春满与金正国等4人去安邦河大地主高大冤家收缴枪支。4人扮作送礼的农民混入高家大院，向前来拜年的地主和士绅宣讲抗日道理，要求有钱出钱，有枪出枪。高大冤的家兵见状与4人开火。除了金正国夺得一支步枪越墙脱险外，李春满等3人在混战中牺牲:350-351。

## 家庭
李春满的妻子蔡英花是汤原反日游击总队（东北抗日联军第六军前身）参谋长李仁根的侄女。:160